# Yogyakarta

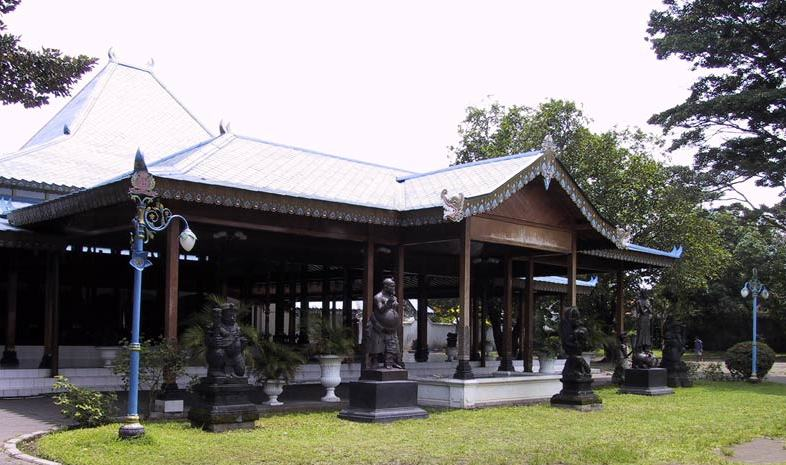
Un dels pavellons del kraton o palau reial a Yogyakarta.

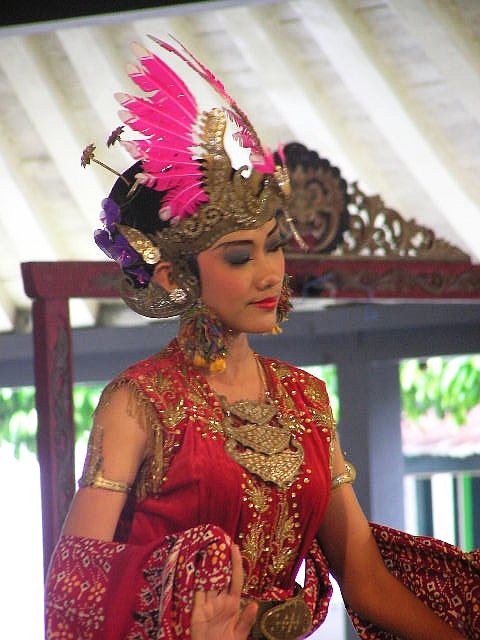
Dansa javanesa a Yogyakarta.

Yogyakarta és una ciutat d'Indonèsia.

## Particularitats

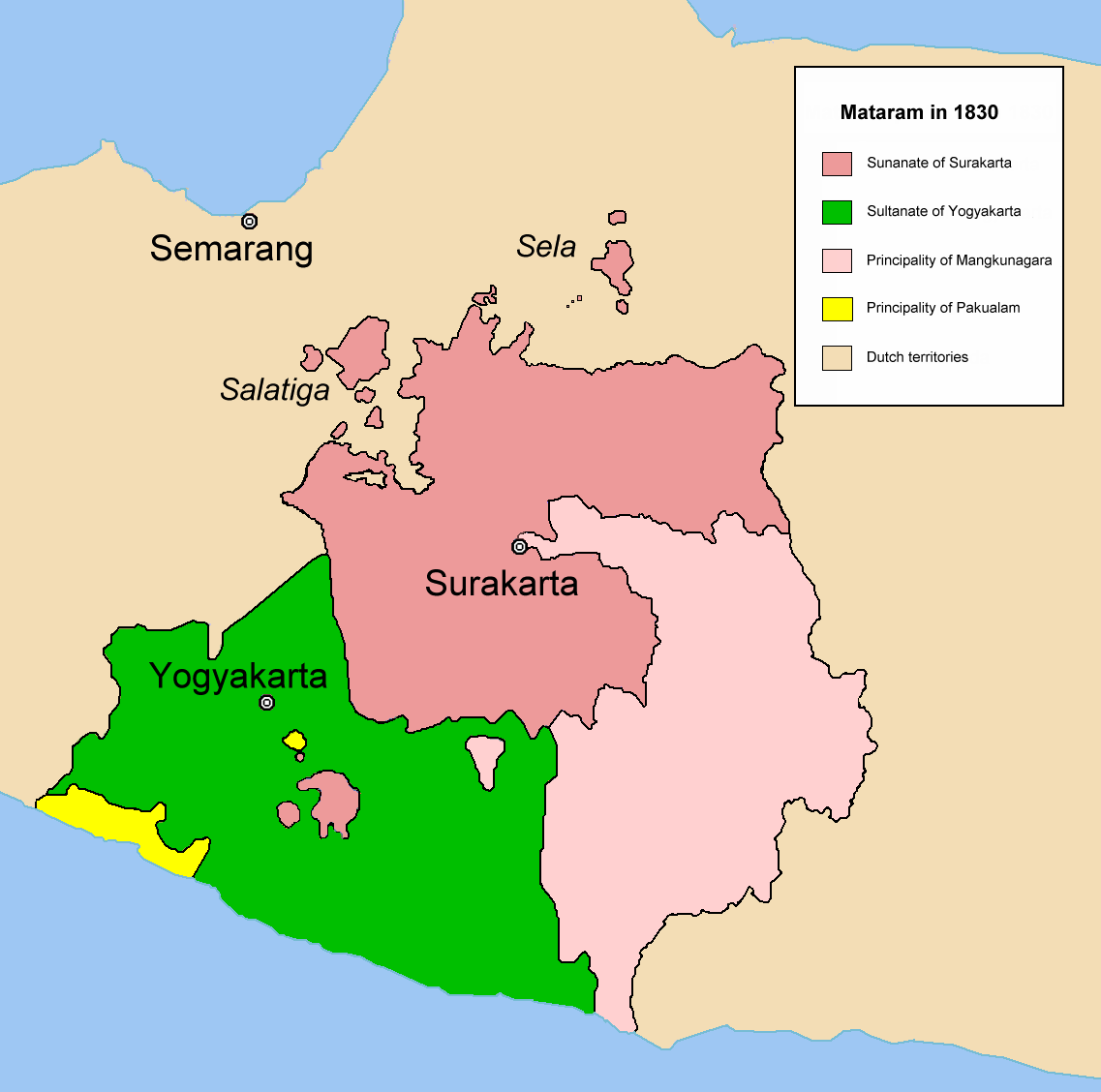
Repartiment del regne de Mataram al temps del tractat de Giyanti, 1755.

Yogyakarta és a l'illa de Java, a la província de Java central. L'any 2004 tenia un total de 511.744 habitants.
És una antiga ciutat reial de molta cultura, tradició i refinament entre les ciutats de Java. Històricament a Yogyakarta va florir la indústria del bàtik i de les danses tradicionals javaneses. També és coneguda per les seves orquestres de gamelan.
La zona de Yogyakarta també fou la seu d'antigues capitals i els monuments de Borobudur construït pels Sailendra o el temple xivaita de Prambanan romanen com a testimoni d'aquells temps.
Al segle xviii Yogyakarta esdevingué la capital del sultanat de Surakarta i més tard la capital d'Indonèsia entre 1945 i 1949, durant la Revolució Nacional Indonèsia.
Actualment Yogyakarta té l'estatut de kota i és la capital del territori especial de Yogyakarta, el Daerah Istimewa Yogyakarta.